# Hermann Rademann
Hermann Rademann (* 2. Juli 1947; † 28. September 1988 in Bremen) war ein Aktivist und Mitbegründer des Unabhängigen Schülerbundes (USB) in Bremen-Nord. 

## Leben
Er wurde bekannt als ein Wortführer der Bremer Straßenbahnunruhen. Dem damaligen Bürgermeister Hans Koschnick stellte er dort ein Ultimatum zur Rücknahme der Tariferhöhungen. Danach wurden diese teilweise zurückgenommen. Die gleichzeitig geforderte Absetzung von Polizeipräsident von Bock und Polach blieb unberücksichtigt. Von Bock und Polach hatte mit seiner Parole „Draufhauen, Draufhauen, Nachsetzen“ die Gewalt bei den Demonstrationen zur Eskalation gebracht.
Einige Schülersprecher übten Kritik an Rademann, da er dem Bürgermeister als einem Vertreter der Exekutive ein Ultimatum gesetzt hatte.